# لينا اندري
لينا اندري (بالسويدية: Lena Endre)‏ هي ممثلة سويدية، ولدت في 8 يوليو 1955 في السويد. من الجوائز التي نالتها جائزة أوجين أونيل ‏ وميدالية الآداب والفنون ‏ سنة 2002.

## أعمال

### أفلام
- (2012) المعلم[7]
- (2017)  الدائرة الذهبية

## جوائز
- جائزة أوجين أونيل [الإنجليزية]‏
- ميدالية الآداب والفنون [الإنجليزية]‏ (2002)

## وصلات خارجية
- لينا اندري على موقع IMDb (الإنجليزية)
- لينا اندري على موقع ميتاكريتيك (الإنجليزية)
- لينا اندري على موقع روتن توميتوز (الإنجليزية)
- لينا اندري على موقع ألو سيني (الفرنسية)
- لينا اندري على موقع ميوزك برينز (الإنجليزية)
- لينا اندري على موقع أول موفي (الإنجليزية)
- لينا اندري على موقع قاعدة بيانات الأفلام السويدية (السويدية)
- لينا اندري على موقع ديسكوغز (الإنجليزية)
- لينا اندري على موقع قاعدة بيانات الفيلم (الإنجليزية)
- لينا اندري على موقع كينوبويسك (الروسية)